# Округ Линколн (Небраска)
Округ Линколн (енгл. Lincoln County) је округ у америчкој савезној држави Небраска.

## Демографија
По попису из 2010. године број становника је 36.288, што је 1.656 (4,8%) становника више него 2000. године.
| Група             | 2000.          | 2010.          |
| Белци             | 32.072 (92,6%) | 32.741 (90,2%) |
| Афроамериканци    | 188 (0,5%)     | 262 (0,7%)     |
| Азијати           | 129 (0,4%)     | 199 (0,5%)     |
| Хиспаноамериканци | 1.880 (5,4%)   | 2.602 (7,2%)   |
| Укупно            | 34.632         | 36.288         |